# Марселину-Рамус
Марселину-Рамус (порт. Marcelino Ramos)  —  муниципалитет в Бразилии, входит в штат Риу-Гранди-ду-Сул. Составная часть мезорегиона Северо-запад штата Риу-Гранди-ду-Сул. Входит в экономико-статистический  микрорегион Эрешин. Население составляет 5390 человек на 2006 год. Занимает площадь 229,619 км². Плотность населения — 23,5 чел./км².

## История
Город основан 28 декабря 1944 года. 

## Статистика
- Валовой внутренний продукт на 2003 составляет 51.634.777,00 реалов (данные: Бразильский институт географии и статистики).
- Валовой внутренний продукт на душу населения на 2003 составляет 9.028,64 реалов (данные: Бразильский институт географии и статистики).
- Индекс развития человеческого потенциала на 2000 составляет 0,792 (данные: Программа развития ООН).